# Римини (провинция)
Римини (на италиански: Provincia di Rimini) е провинция в Италия, в региона Емилия-Романя.
Площта ѝ е 863 км², а населението – около 325 000 души (2009). Провинцията включва 25 общини, административен център е град Римини.

## Административно деление
Провинцията се състои от 25 общини:
- Римини
- Белария-Иджеа Марина
- Верукио
- Джемано
- Кастеделчи
- Католика
- Кориано
- Майоло
- Мизано Адриатико
- Мондаино
- Монтегрифолдо
- Монтескудо-Монте Коломбо
- Монтефиоре Конка
- Морчано ди Романя
- Новафелтрия
- Пенабили
- Поджо Ториана
- Ричоне
- Салудечо
- Сан Джовани ин Мариняно
- Сан Клементе
- Сан Лео
- Сант'Агата Фелтрия
- Сантарканджело ди Романя
- Таламело